# Harrison (Maine)
Pour les articles homonymes, voir Harrison.
 (avril 2025).
Harrison est une ville américaine située dans le Comté de Cumberland, dans le Maine. Selon le recensement de 2020, sa population est de 2 447 habitants.